# Porte des Comtes et enfeu

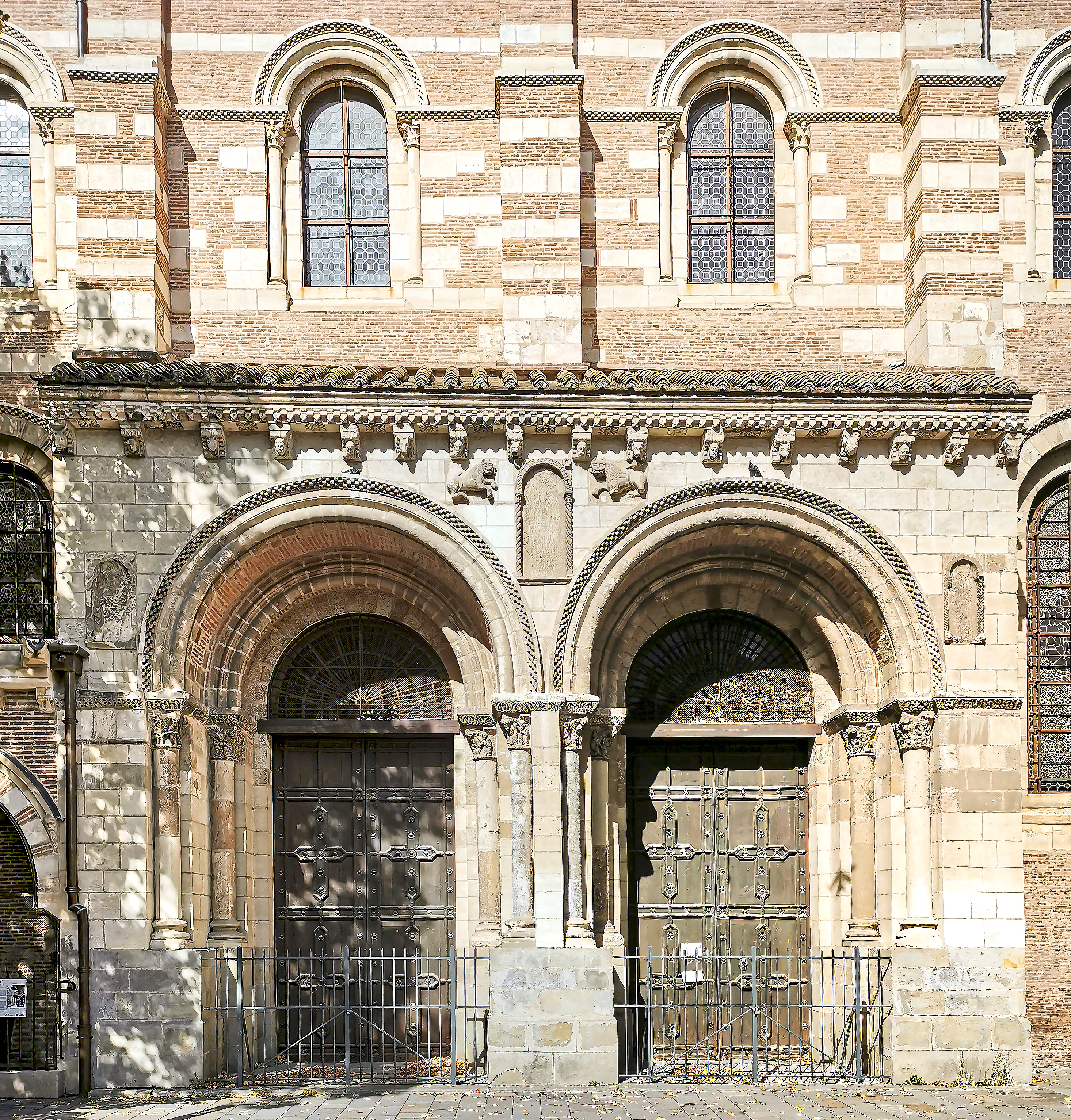
Ensemble de la porte des Comtes.

La porte des Comtes est la double porte méridionale du transept de la Basilique Saint-Sernin de Toulouse; immédiatement accolé : l'enfeu des comtes de Toulouse.

## Histoire
La porte des Comtes a été sculptée aux environs de 1082. En 1648, les capitouls font restaurer la chapelle qui était auparavant à la place de l'enfeu et la ferment par une grille. L'enfeu tel qu'il existe actuellement date de Viollet-le-Duc. Pendant la révolution française, les images ont été bûchées : seule l'inscription centrale, « SANCTVS SATVRNINVS », est conservée : le personnage central était donc Saturnin de Toulouse, sans doute entouré de ses disciples, Papoul et Honest.
Un document publié par Alexandre Dumège  conservé à la Bibliothèque municipale de Toulouse : Monuments sépulcraux des comtes souverains de Toulouse [dont : Chapelle sépulcrale des Comtes de Toulouse telle qu'elle existait en 1615] (t. I, n° 49) en son centre les restes des sarcophages préchrétiens aujourd’hui conservés dans le bras nord du transept de la basilique.

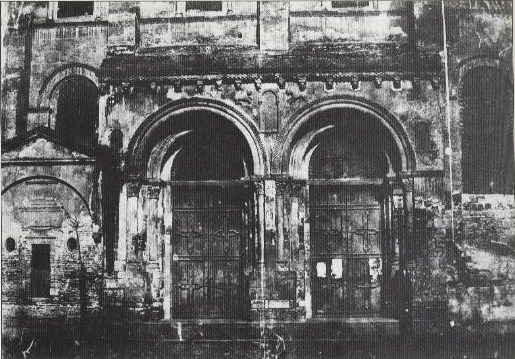
La porte des Comtes et l'enfeu des Comtes de Toulouse avant la restauration de Viollet-Le-Duc
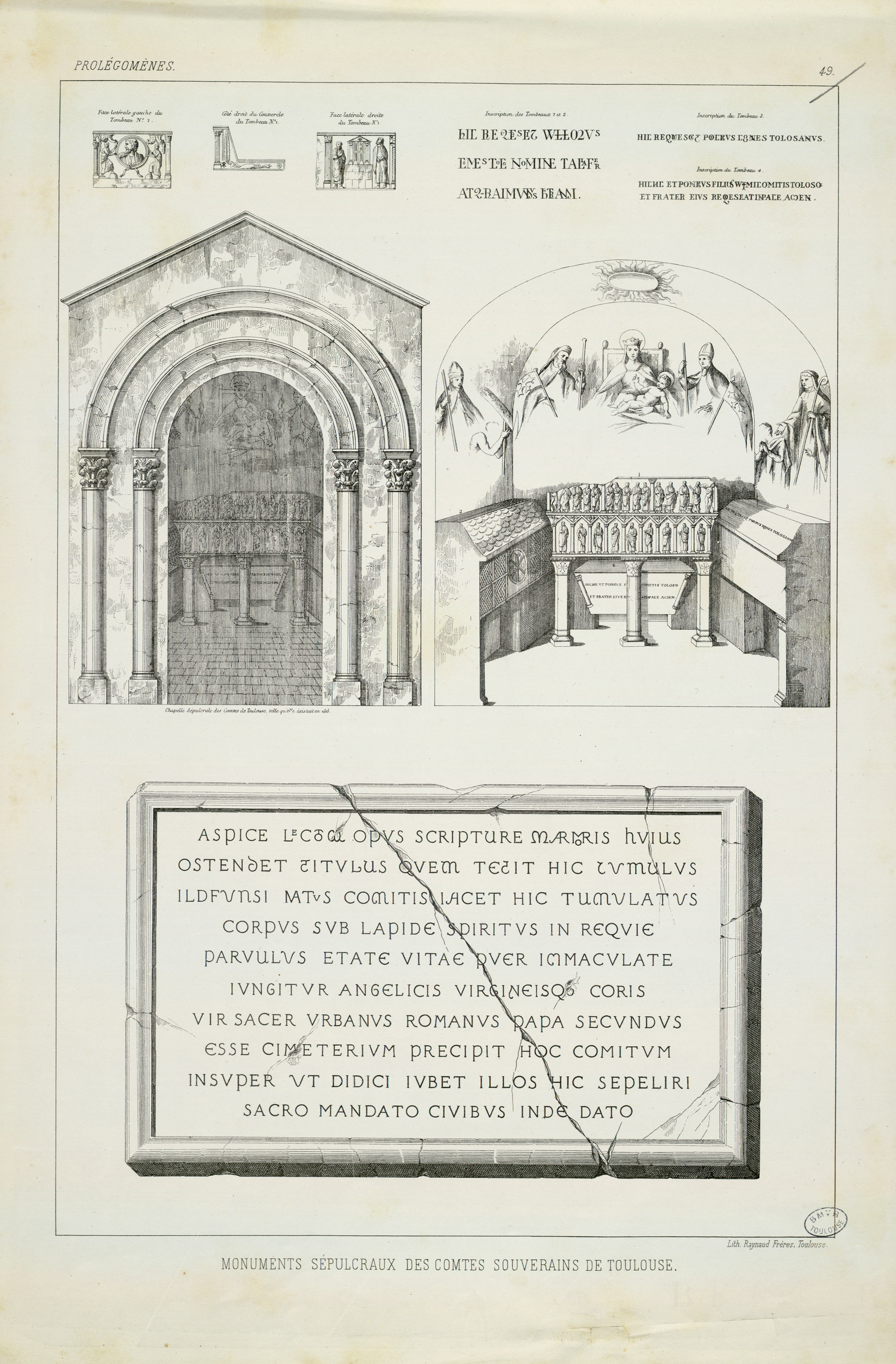
Monuments sépulcraux des comtes souverains de Toulouse.

## Description générale
La porte des Comtes, est située à l'extrémité du transept Sud de la basilique Saint-Sernin. Elle est composée d'un avant-corps à double porte entourée de doubles colonnes à chapiteaux et surmontée d'une corniche faite de modillons à copeaux et de tuiles tegula et imbrex datant de la restauration de Viollet-le-Duc. Les modillons à copeaux sont un motif développé à la grande mosquée de Cordoue et passé à Toulouse via l'architecture mozarabe. Entre ces modillons sont sculptées des rosaces (motif antique), des billettes et des fleurs à quatre pétales (motifs romans). À gauche se trouve un enfeu avec les sépultures des familles des comtes de Toulouse du Xe et XIe siècles; Seul le sarcophage des enfants est conservé dans l'enfeu.

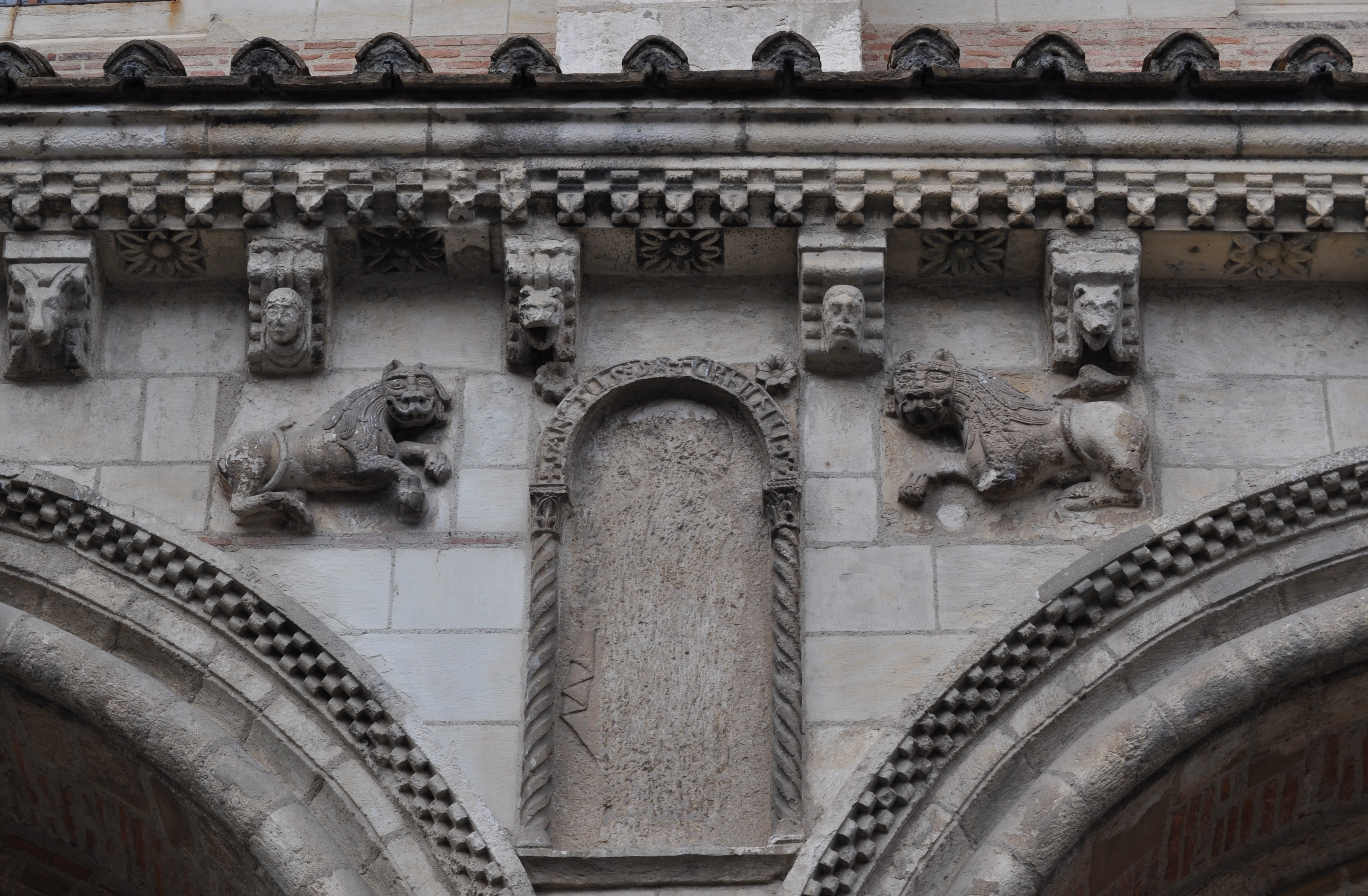
Corniche
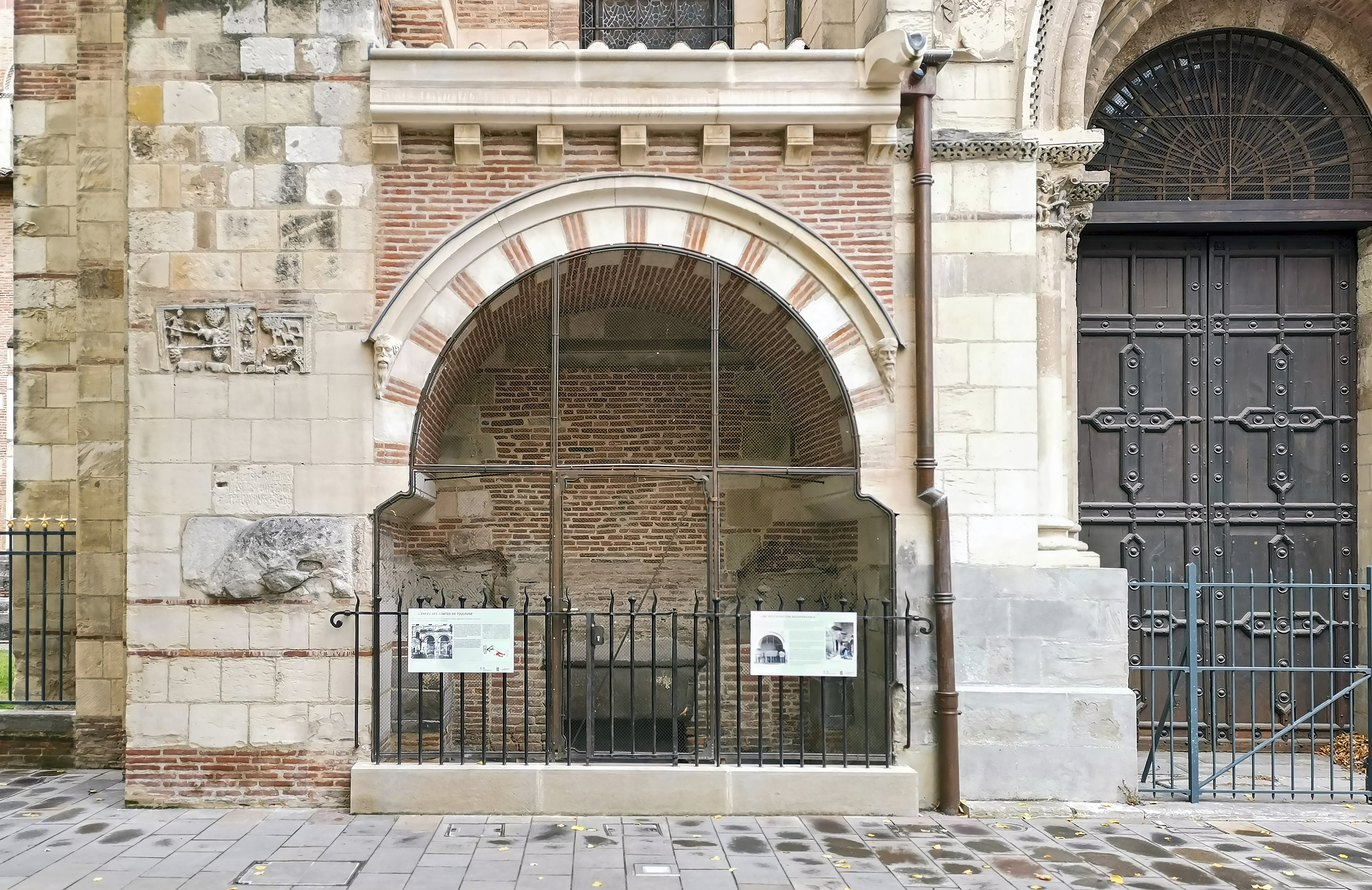
Enfeu des comtes de Toulouse
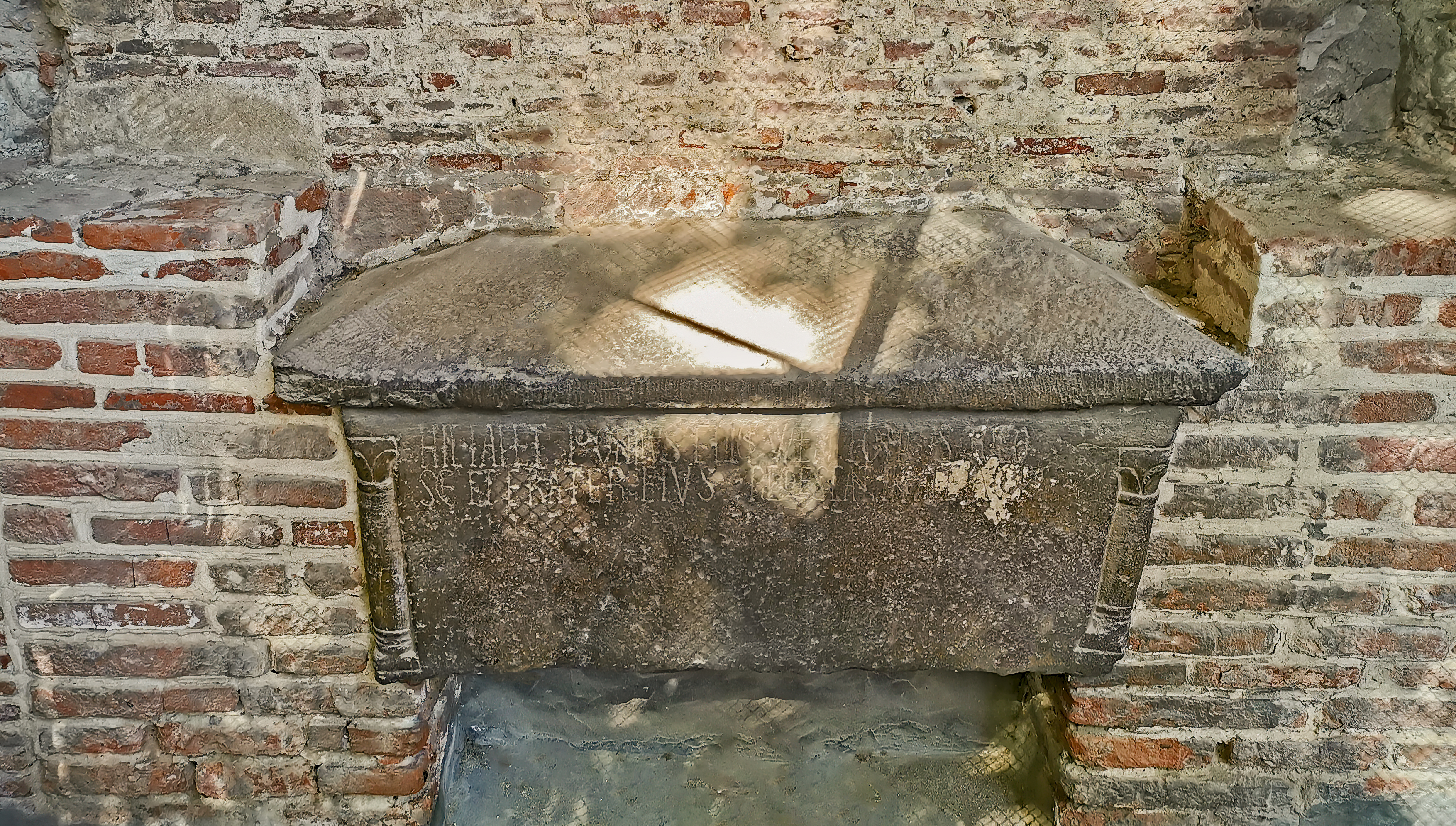
Sarcophage des enfants.
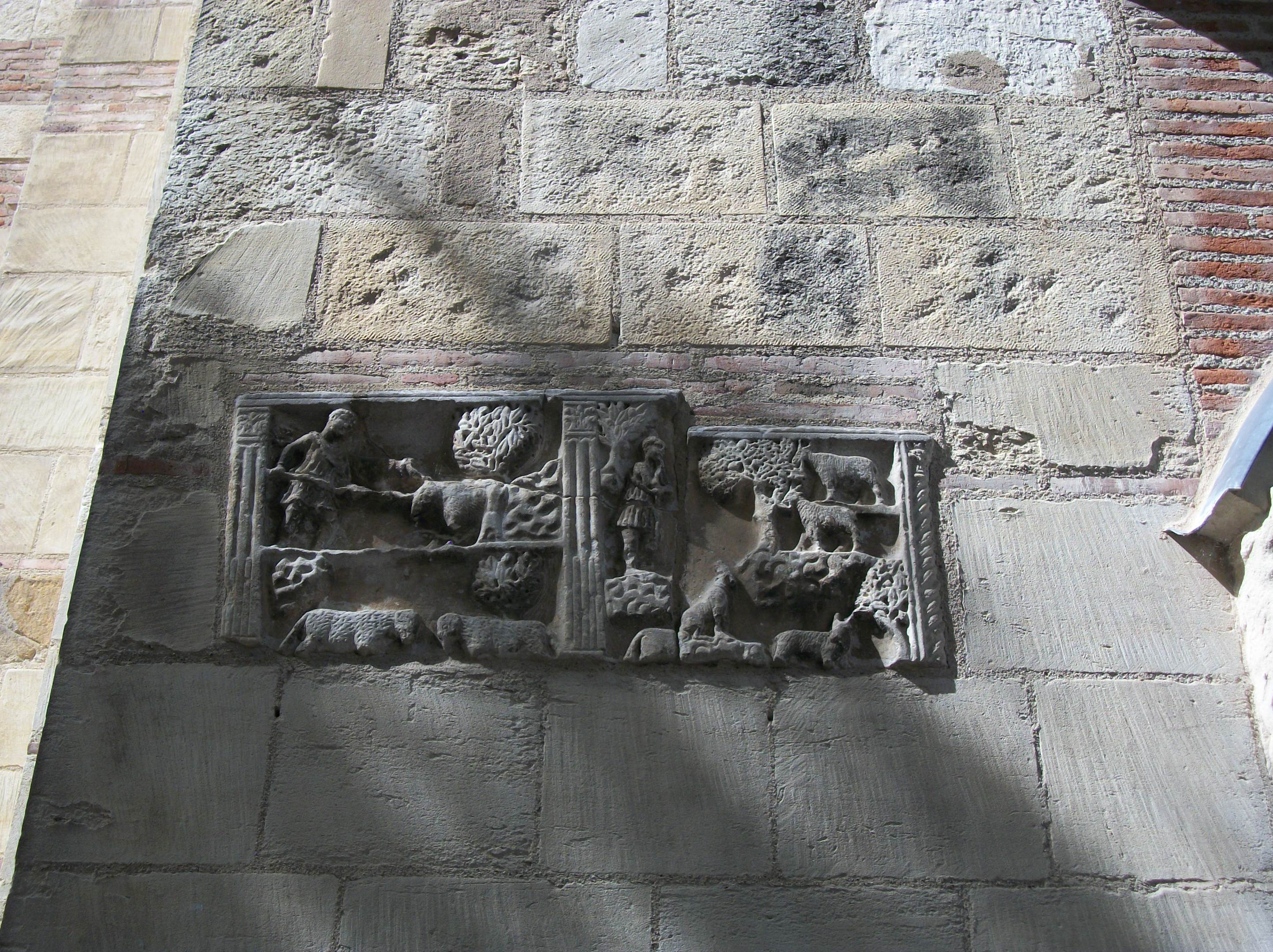
Deux scènes sont sculptés sur une pierre. À gauche, un homme tenant un bâton et conduisant des bœufs ? dessous deux chiens. À droite, un berger et son troupeau de chèvres

### Chapiteaux
L'ensemble des chapiteaux, se comptant au nombre de huit et se lisant de droite à gauche, illustre la dichotomie salut/damnation. Les figures principales se trouvent au niveau de l'angle des chapiteaux. Les yeux des personnages sont allongés, le menton est réduit, le front bas; les seuls vêtements sont des tuniques à étoffes lourdes; l'attitude est tassée, les gestes raides et maladroits. Une des particularités de ces chapiteaux est que les deux chapiteaux autour du pilier central sont identiques et laisse penser au thème de la Foi qui accueille le chrétien en ces lieux.

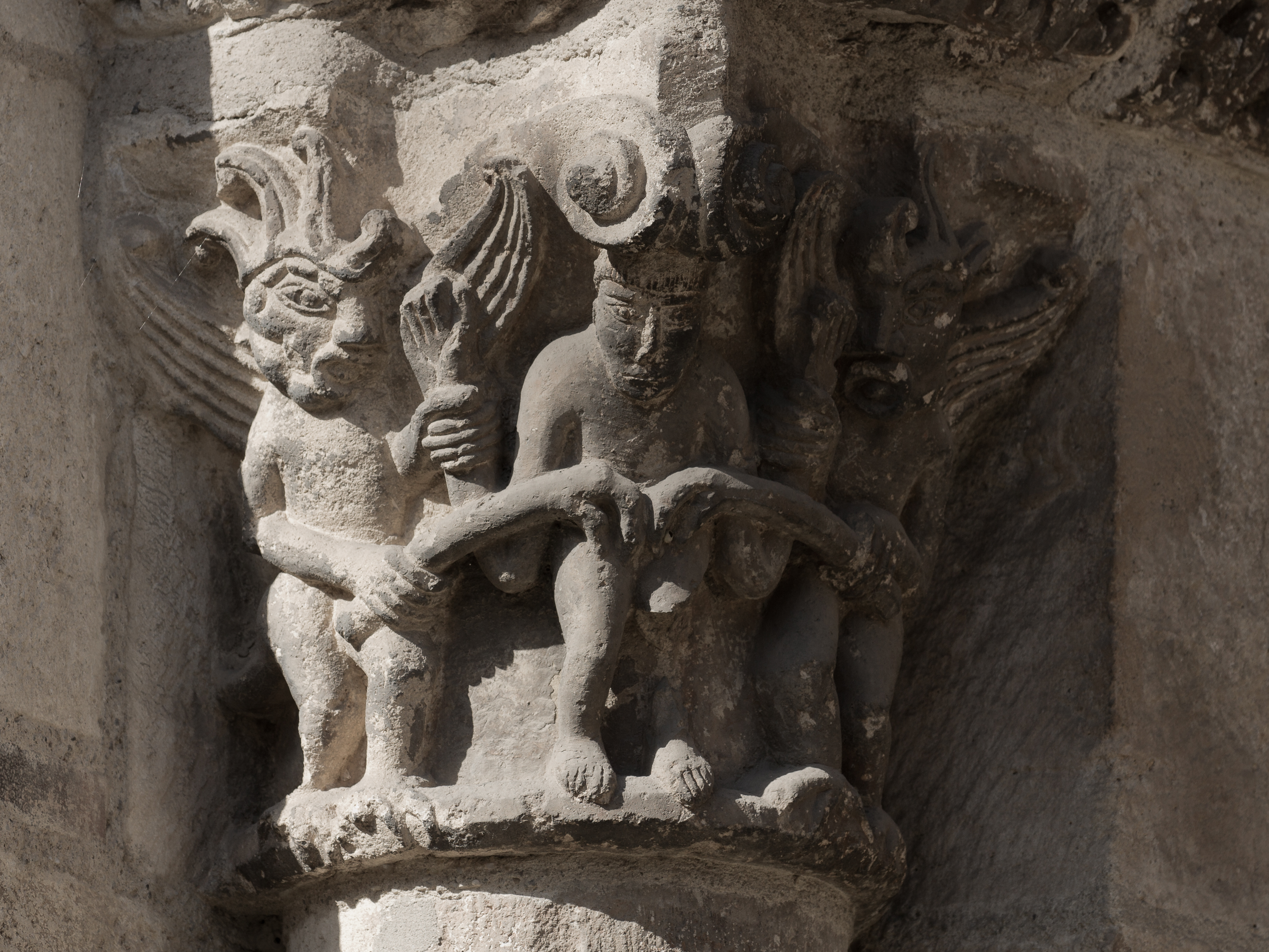
Métaphore de la luxure : homme nu au sexe lacéré par deux démons.
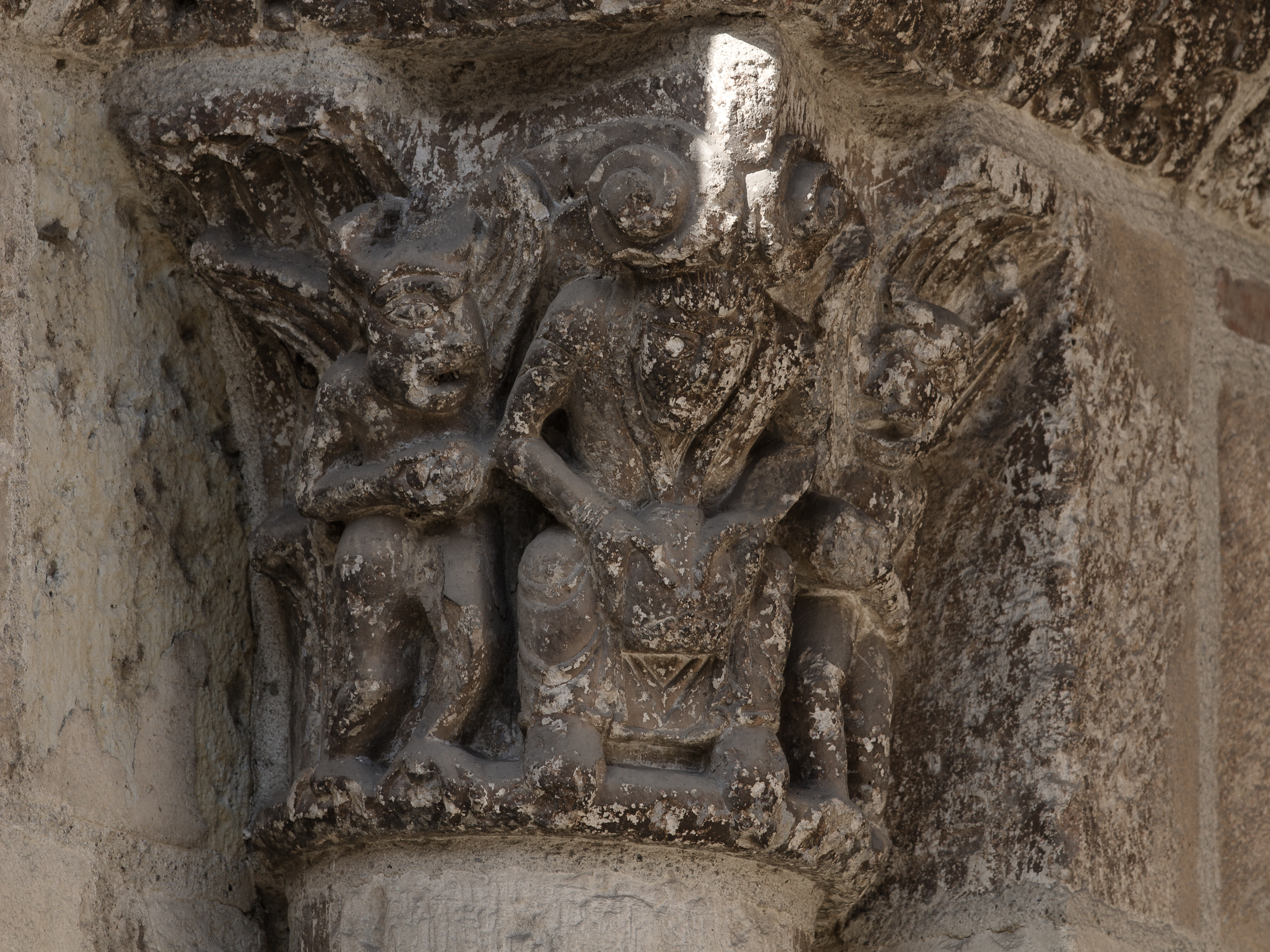
Le châtiment de l'avare, condamné à porter éternellement sa lourde bourse.
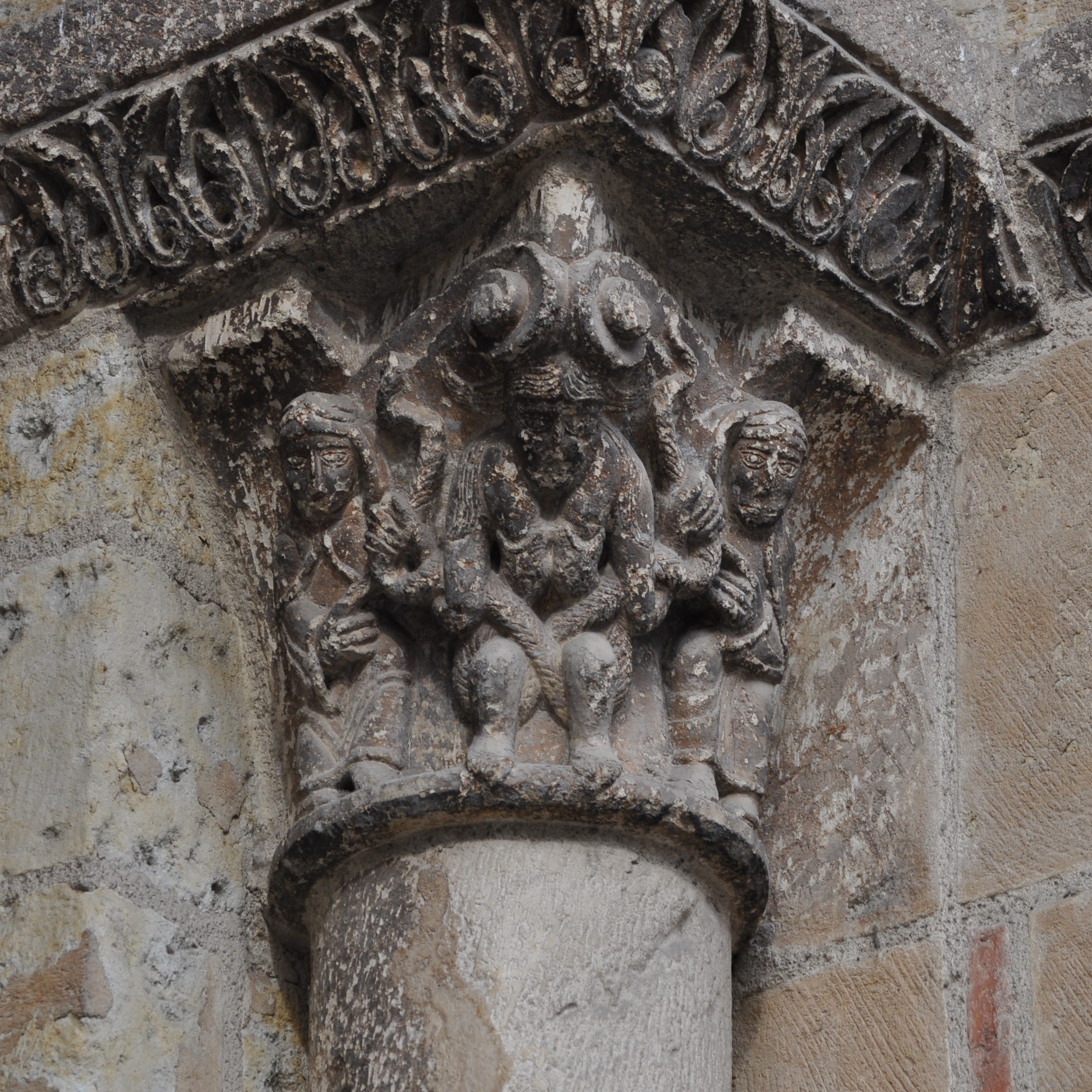
Femme nue mordue par deux serpents tenus par deux autres femmes : illustration de la punition qui attend les femmes luxurieuses.
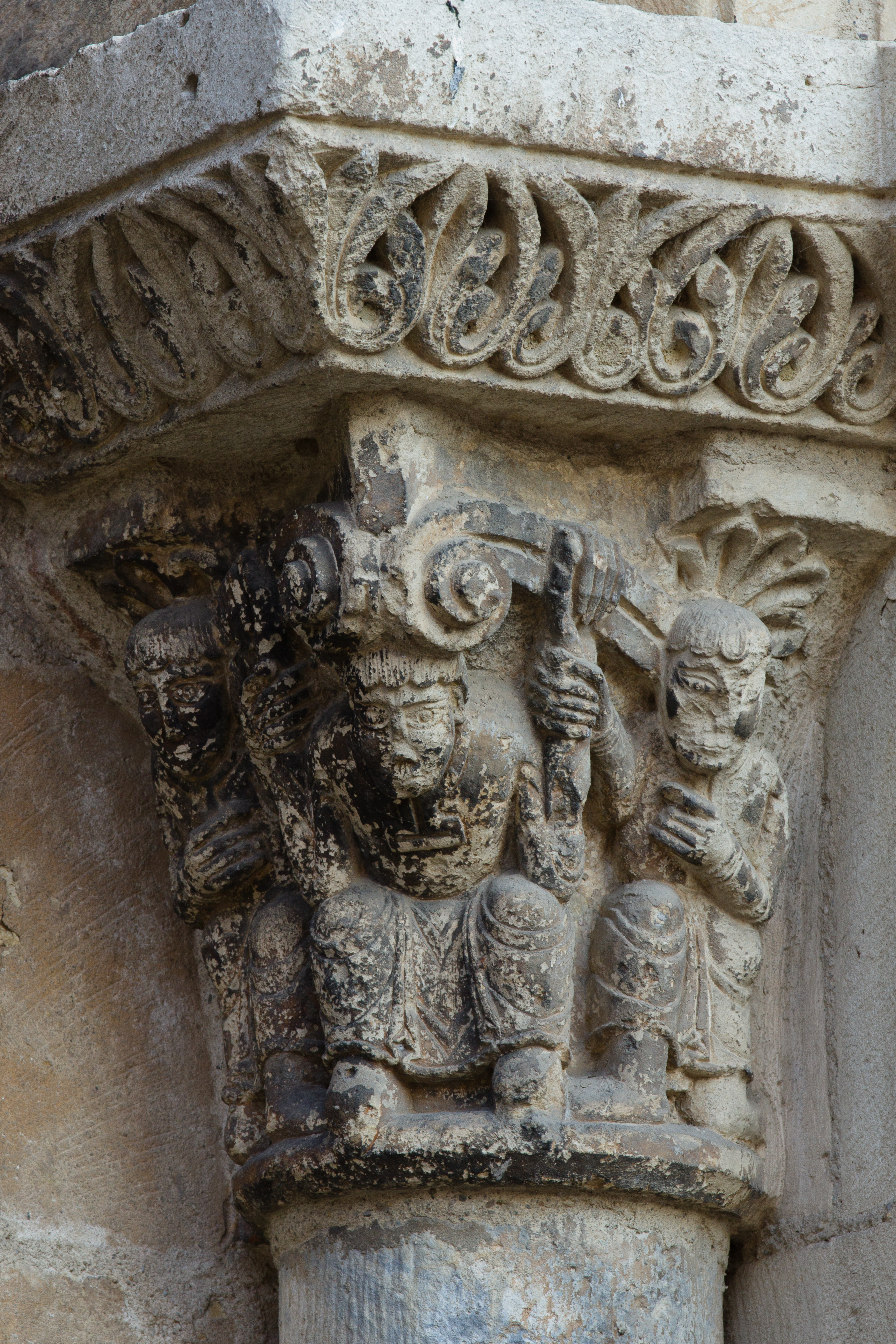
Moïse assisté par Aaron et Hour pendant sa prière.
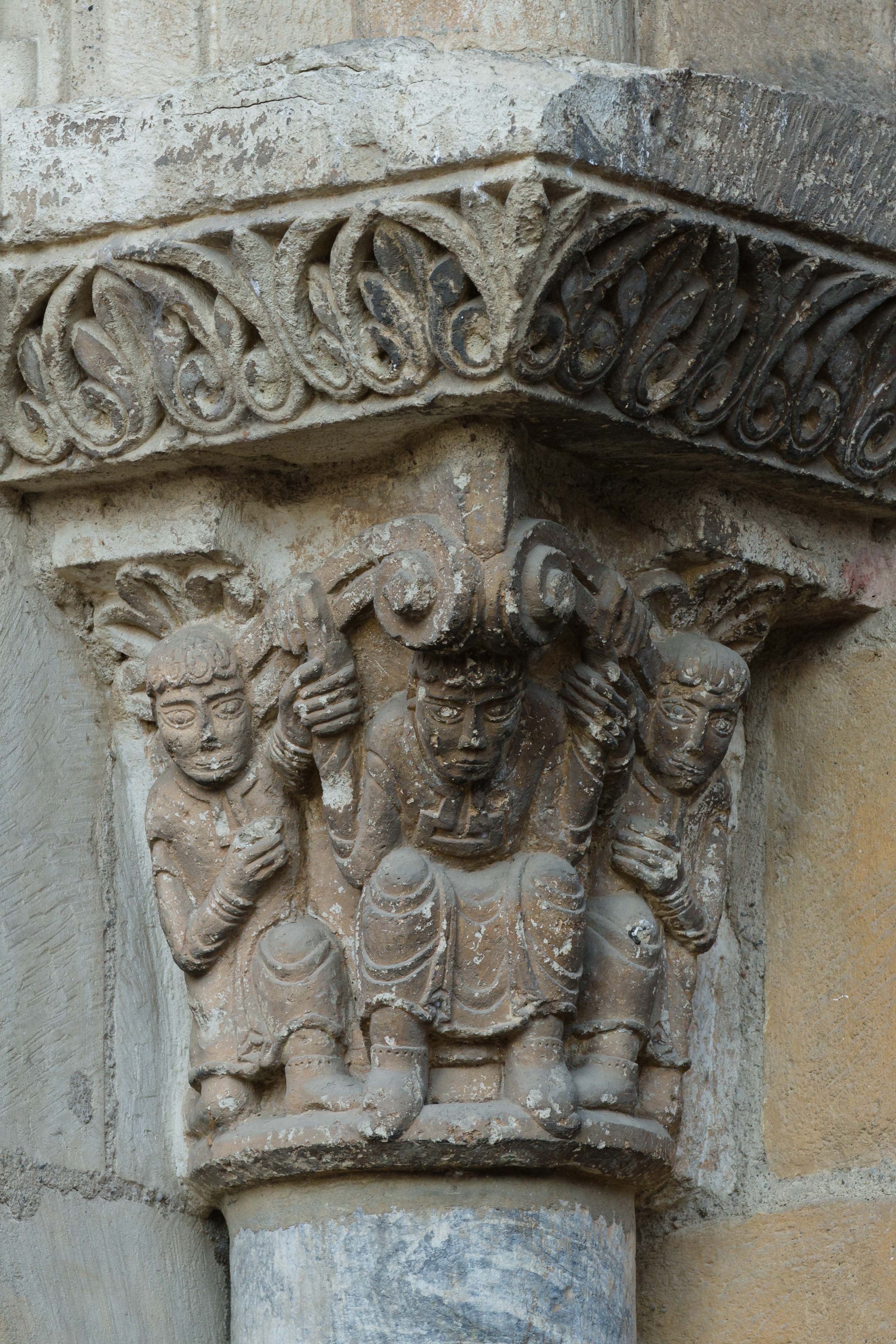
Moïse assisté par Aaron et Hour pendant sa prière.
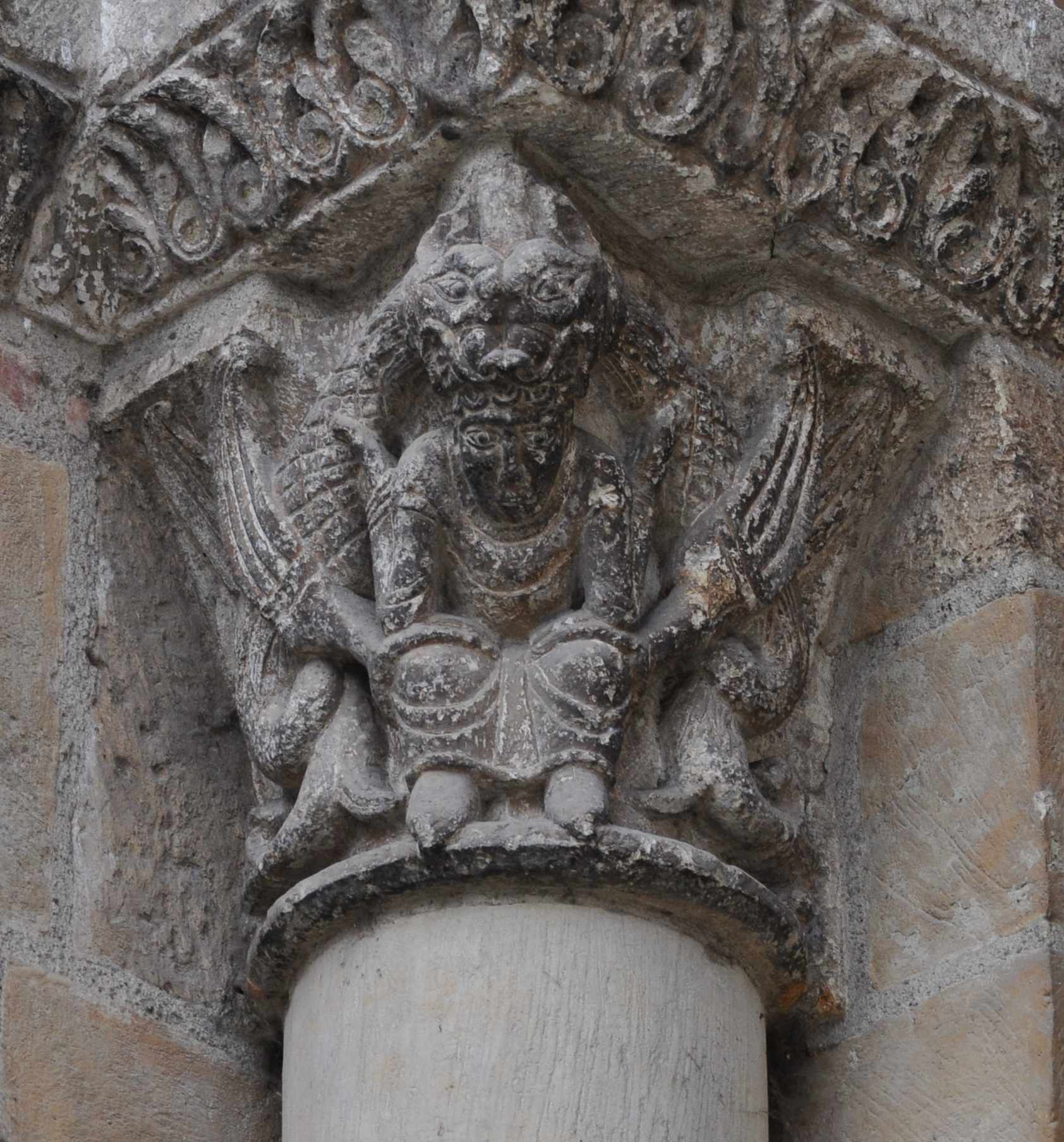
Homme attaqué à la tête par deux dragons.
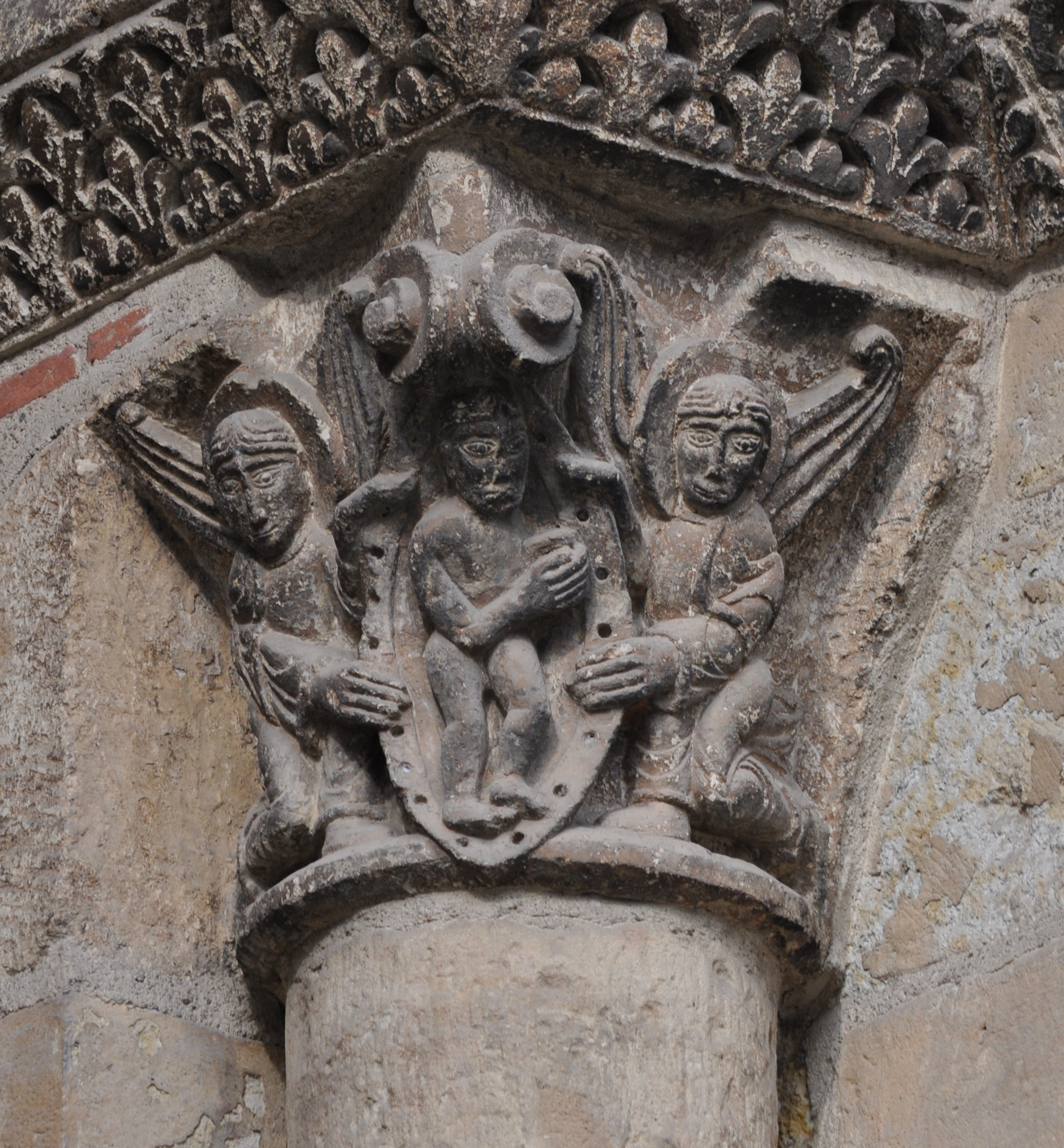
Âme de Lazare enlevée au ciel par deux anges.
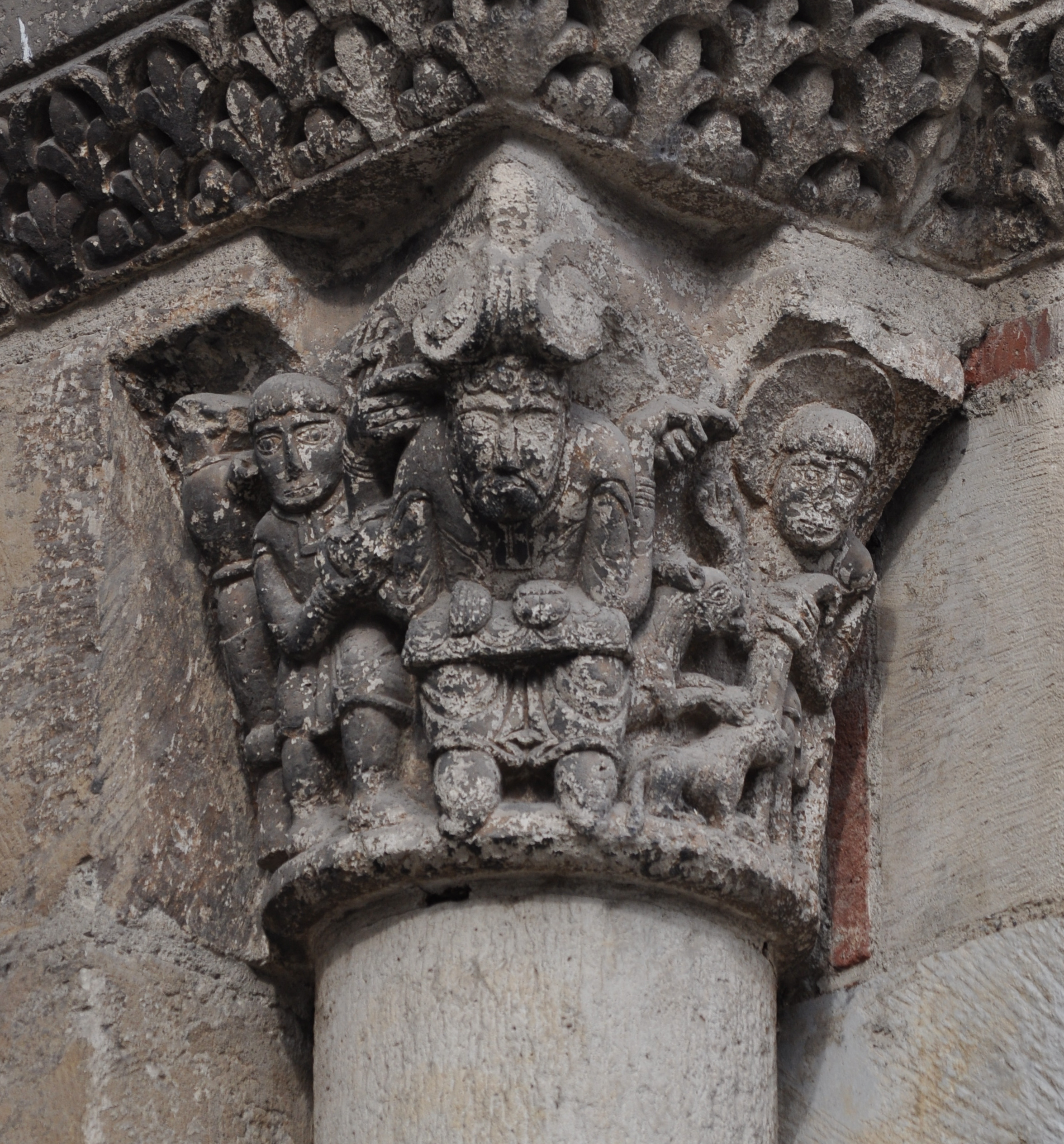
Parabole du mauvais riche et du pauvre Lazare.

### Les reliefs
Sous la corniche, se situent des traces de reliefs, maintenant dégradés, dont seulement la partie extérieure de l'avant-corps est visible. La figure centrale est saint Saturnin : la collégiale lui est dédiée et les fidèles viennent y trouver ses reliques. C'est lui qui accueille les fidèles et les pèlerins dans l'enceinte. De plus, ceci est confirmé par la présence d'un arc écrit en latin Santus Saturninus signifiant « saint Saturnin ». Quant aux reliefs latéraux, malgré l'absence de sources écrites datant de cette époque, plusieurs conjectures peuvent être formulées quant à leur représentation. Selon une première hypothèse, ce serait la représentation des deux compagnons de Saturnin : Honest et Papoul, qui continuent son œuvre d'évangélisation du Midi au IIIe siècle. D'autre part, selon une autre hypothèse, les hommes représentés seraient deux évêques ayant succédé à Saturnin et ayant remis en lumière son martyre et son pèlerinage : l'évêque Hilaire (IVe siècle) ou Exupère (début du Ve siècle). Cette hypothèse est appuyée par la présence de leurs corps dans la basilique. 